# Владица Цекић
Владица Цекић (Лесковац, 24. март 1983) бивши је српски фудбалер. Током каријере углавном је играо на позицији везног играча.
Од јуна 2019. обавља функцију спортског директора Дубочице.

## Успеси
Моравац Мрштане
- Српска лига Исток: 2013/14.[7]